# 乍
【乍】 — китайський ієрогліф.  Дуже рідко використовується на письмі в японській мові.

## Значення
1. негайно, швидко, раптово.
2. вперше.
3. щойно.
4. (яп.) одночасно:
1) разом.
2)..., і...
3)..., а з іншого боку...
4)..., але...

Ключ: 4 (丿 + 4);  Кількість рисок: 5.
Введення ієрогліфа методом цанзє: 人尸 (OS); Введення ієрогліфа чотирикутним методом: 80211. .

## Прочитання
| Китайська         |                       |                   |                   |                 |                 |
| Мандаринська мова | Мандаринська мова     | Мандаринська мова | Мандаринська мова | Кантонська мова | Кантонська мова |
| чжуїнь            | піньїнь               | Вейд-Джайлз       | кирилиця          | ютпхін          | Єль             |
| ㄓㄚˋ ㄗㄨㄛˋ     | zhà (zha4) zuò (zuo4) | cha4 tso4         | чжа цзо           | zaa3 zaa6       | ja3 jok3        |

| Корейська |         |               |              |         |          |
|           | хангиль | стара латинка | нова латинка | Єль     | кирилиця |
| Звук:     | 사      | sa            | sa           | sa      | са       |
| Назва:    | 잠깐    | chamkkan      | jamkkan      | camkkan | чамккан  |

| Японська |                 |                   |                 |
|          | кана            | латинка           | кирилиця        |
| Он:      | さ じゃ         | sa ja             | са дзя          |
| Кун:     | たちまち ながら | tachimachi nagara | татіматі наґара |
| Ім'я:    | —               | —                 | —               |